# Irschenhofen
Irschenhofen ist ein Gemeindeteil von Adelzhausen im schwäbischen Landkreis Aichach-Friedberg in Bayern.

## Geographie
Das Dorf liegt circa zwei Kilometer nördlich von Adelzhausen an der Staatsstraße 2338. Durch den Ort fließt die Ecknach.

## Geschichte
Mit dem Zweiten Gemeindeedikt vom 17. Mai 1818 wurde Irschenhofen zur Gemeinde Heretshausen zugeordnet. 
Zum 1. April 1972 wurde im Zuge der Gebietsreform in Bayern die Gemeinde Heretshausen mit Irschenhofen nach Adelzhausen eingemeindet.

## Baudenkmäler
Siehe: Liste der Baudenkmäler in Irschenhofen